# Siggaboda naturreservat
Siggaboda är ett naturreservat i Älmhults kommun i Kronobergs län.
Reservatet är skyddat sedan 1995 och omfattar 71 hektar. Det är beläget sydöst om Häradsbäck och består av blandskog av gran och bok. Området har oavbrutet rymt skog i mer än 2700 år. För omkring 950 år sedan kom boken in i området efter att ek, lind och hassel tidigare dominerat skogen. Först för 200 år sedan vandrade granen in norrifrån. I övrigt består terrängen av mycket blockig morän med stenblock täckta av tjocka lager av lavar och mossor.
I söder gränsar området det till naturreservatet Siggaboda Södra i Olofströms kommun.